# 富川駅 (京畿道)
富川駅（プチョンえき）は、大韓民国京畿道富川市素砂区深谷本洞にある、韓国鉄道公社（KORAIL）京仁線（首都圏電鉄1号線）の駅。駅番号は148。
富川大入口という副駅名がある。

## 歴史
- 1899年9月18日 - 素砂駅として開業。
- 1973年7月1日 - 富川郡の市昇格とともに富川駅に改称。
- 1974年7月30日 - 駅舎新築竣工。
- 1974年8月15日 - 首都圏電鉄1号線が開業。
- 1980年8月10日 - 金浦線廃線。
- 1982年1月1日 - 水素貨物の取り扱いを取り止め[1]
- 2010年12月30日 – 貨物の取り扱いを取り止め[2]
- 2017年7月7日 - 京仁線特急の運行を開始。

## 駅構造
島式ホーム2面4線の地上駅。

### のりば
| 番線 | 路線                         | 種別 | 行先                     |
| ---- | ---------------------------- | ---- | ------------------------ |
| 1    | 京仁線 · （首都圏電鉄1号線） | 緩行 | 九老・光云大・逍遥山方面 |
| 2    | 京仁線 · （首都圏電鉄1号線） | 急行 | 九老・永登浦・龍山方面   |
| 3    | 京仁線 · （首都圏電鉄1号線） | 急行 | 富平・銅岩・東仁川方面   |
| 4    | 京仁線 · （首都圏電鉄1号線） | 緩行 | 富平・東仁川・仁川方面   |

## 利用状況
近年の1日平均利用人員推移は下記のとおりである。
| 路線   | 路線     | 2000年 | 2001年 | 2002年 | 2003年 | 2004年 | 2005年 | 2006年 | 2007年 | 2008年 | 2009年 | 出典  |
| ------ | -------- | ------ | ------ | ------ | ------ | ------ | ------ | ------ | ------ | ------ | ------ | ----- |
| 京仁線 | 乗車人員 | 51,320 | 59,315 | 66,322 | 67,619 | 50,734 | 50,325 | 50,689 | 50,502 | 52,900 | 52,749 | [ 3 ] |
| 京仁線 | 降車人員 | 45,325 | 56,804 | 62,095 | 64,284 | 50,626 | 50,806 | 50,059 | 50,827 | 52,772 | 52,391 | [ 3 ] |
| 路線   | 路線     | 2010年 | 2011年 | 2012年 | 2013年 | 2014年 | 2015年 | 2016年 | 2017年 | 2018年 | 2019年 | 出典  |
| 京仁線 | 乗車人員 | 53,574 | 55,271 | 53,015 | 45,128 | 44,095 | 43,230 | 42,358 | 41,850 | 40,535 | 39,890 | [ 3 ] |
| 京仁線 | 降車人員 | 53,121 | 54,943 | 52,384 | 44,659 | 43,788 | 42,869 | 42,162 | 41,862 | 40,875 | 40,521 | [ 3 ] |
| 路線   | 路線     | 2020年 | 2021年 | 2022年 | 2023年 |        |        |        |        |        |        |       |
| 京仁線 | 乗車人員 | 28,203 | 28,060 | 30,092 | 31,246 |        |        |        |        |        |        |       |
| 京仁線 | 降車人員 | 28,621 | 28,343 | 30,369 | 31,458 |        |        |        |        |        |        |       |

## 駅周辺
- 富川大学校（朝鮮語版）
- 富川駅舎 ショッピングモール
  - Eマート富川店
  - 教保文庫富川店
  - 新韓銀行富川駅支店
- 国民年金公団富川支社
- ロッテシネマ富川駅店
- CGV富川駅店
- 国民銀行富川支店
- 富川南初等学校（朝鮮語版）
- 富川北初等学校（朝鮮語版）
- 遠美初等学校
- 素新旅客（朝鮮語版）

## 隣の駅
韓国鉄道公社
 京仁線（首都圏電鉄1号線）
特急
九老駅 (141) - 富川駅 (148) - 松内駅 (150)
急行
駅谷駅 (146) - 富川駅 (148) - 松内駅 (150)
緩行
素砂駅 (147) - 富川駅 (148) - 中洞駅 (149)